# HD249278
HD249278 — хімічно пекулярна зоря спектрального класу
A5 й має видиму зоряну величину в смузі V приблизно 10,0.